# Panamerikanische Spiele 1959/Teilnehmer (Uruguay)
| Gelbes Symbol für Goldmedaillen mit stilisierten Olympischen Ringen | Graues Symbol für Silbermedaillen mit stilisierten Olympischen Ringen | Braundes Symbol für Bronzemedaillen mit stilisierten Olympischen Ringen |
| ------------------------------------------------------------------- | --------------------------------------------------------------------- | ----------------------------------------------------------------------- |
| 1                                                                   | 3                                                                     | 4                                                                       |

Uruguay nahm an den III. Panamerikanischen Spielen 1959 in Chicago, USA, mit einer Delegation von 37 Sportlern teil.
Die uruguayischen Sportler gewannen im Verlauf der Spiele insgesamt acht Medaillen. Neben einer Goldmedaille waren dies drei Silbermedaillen und vier Bronzemedaillen.

## Teilnehmer nach Sportarten

### Boxen
- David R. Mea
- Ruben A. Orrico
- Gualberto Gutiérrez
Leichtgewicht (bis 60 kg): 2. Platz (Silber)
- Reinatto A. Smrdelj

### Fechten
- Juan A. Paladino
- Teodoro E. Goliardi
Säbel: 3. Platz (Bronze)
- Sergio Iessi
- Walter Scarponi
- Hermes Olascoaga

### Leichtathletik
- Arturo Isasmendi
- Hebert Etcheverry

### Moderner Fünfkampf
- Walter Belén

### Radsport
- Raymundo Moyano
Straßenrennen (189 km) / Mannschaft: 3. Platz (Bronze)
- Demetrio J. Barrios
- Renee Deceja
Straßenrennen (189 km): 3. Platz (Bronze)
Straßenrennen (189 km) / Mannschaft: 3. Platz (Bronze)
- Alberto C. Velázquez
- Alberto Domínguez
- Héctor Placeres
4000-m-Verfolgung / Mannschaft: 2. Platz (Silber)
- Eduardo Puertollano
4000-m-Verfolgung / Mannschaft: 2. Platz (Silber)
- Juan José Timón
4000-m-Verfolgung / Mannschaft: 2. Platz (Silber)
- Rodolfo Rodino
4000-m-Verfolgung / Mannschaft: 2. Platz (Silber)
Straßenrennen (189 km) / Mannschaft: 3. Platz (Bronze)

### Rudern
- Raúl Torrieri
Zweier/Langriemen: 1. Platz (Gold)[1]
- Luis Aguiar
Zweier/Langriemen: 1. Platz (Gold)[1]
- Gustavo R. Pérez
Zweier/Langriemen: 1. Platz (Gold)[1]
- Mariano Caulín
Zweier/Kurzriemen: 2. Platz (Silber)
- Paulo Carvalho
Einer: 3. Platz (Bronze)
Zweier/Kurzriemen: 2. Platz (Silber)

### Schießen
- Roberto Kubicek

### Schwimmen
- César Noya

### Tennis
- Arsenio Motolko

### Turnen
- Carlos Minetti

### Segeln
- Jorge Da Costa
- Alberto G. Pereyra
- Ramón Rodríguez
- Carlos Saenz
- Ricardo López
- Héctor Goldie
- Julio G. Goldie